# Оструша
Оструша (пол. Ostrusza) — село в Польщі, у гміні Ценжковиці Тарновського повіту Малопольського воєводства.
Населення — 591 особа (2011).
У 1975—1998 роках село належало до Тарновського воєводства.

## Географія
Селом протікає річка Острушанка.

## Демографія
Демографічна структура станом на 31 березня 2011 року:
|          | Загалом | Допрацездатний вік | Працездатний вік | Постпрацездатний вік |
| -------- | ------- | ------------------ | ---------------- | -------------------- |
| Чоловіки | 303     | 52                 | 214              | 37                   |
| Жінки    | 288     | 57                 | 155              | 76                   |
| Разом    | 591     | 109                | 369              | 113                  |